# 第一代德比伯爵托馬斯·斯坦利
托馬斯·斯坦利（英語：Thomas Stanley, 1st Earl of Derby，1435年—1504年7月29日），第一代德比伯爵，透過與瑪格麗特·博福特的婚姻成為亨利·都鐸（即亨利七世）的繼父。

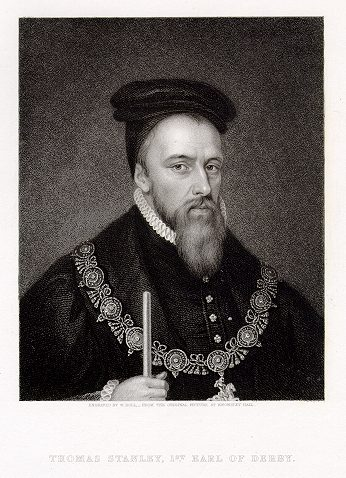

在博斯沃思原野戰役中，理查三世命令其攻擊亨利·都鐸的軍隊，但他無動於衷。最終，理查三世被亨利·都鐸擊敗，戰後登基為王的亨利七世將其封為德比伯爵（Earl of Derby）。

## 家庭
1451年，托馬斯·斯坦利與艾莉諾·內維爾（Eleanor Neville）結婚，兩人共有三個兒子：
1. 喬治（英语：George Stanley, 9th Baron Strange）（1460年—1503年）
2. 愛德華（英语：Edward Stanley, 1st Baron Monteagle）（約1460年—1523年）
3. 詹姆斯（約1465年—1515年）

艾莉諾·內維爾於1472年去世。同年，他與瑪格麗特·博福特結婚，兩人沒有子女。